# Симон Грегорчич
Симон Грегорчич (словен. Simon Gregorčič; Врсно, 15. октобар 1844 — Горица, 24. новембар 1906) био је словеначки песник и римокатолички свештеник. Сматра се првим лирским песником словеначке реалистичке поезије и најмелодичнијим словеначким песником.

## Биографија
Рођен је 15. октобра 1844. у Врсну, као други син пољопривредника Јернеја Грегорчича и његове супруге Катарине (девојачко презиме Габершчек). Имао је седморо браће и сестара. Као младић био је пастир. Године 1851. похађао је основну школу у Либушњи, али је пребачен у школу у Горици 1852. По завршетку средње школе ступио је у богословију. Хиротонисан је 27. октобра 1867. године, а за викарног архијереја у Кобариду постављен је септембра 1868. године. Тамо је наставио са својим књижевним радом и заједно са пријатељем и покровитељем Игнацијем Грунтаром 1871. године основао је јавну читаоницу.
Захваљујући Грунтаровој финансијској подршци објавио је прву књигу песама. Године 1872. Драгојила Милек долази у Кобарид као учитељица, била је и песникиња. Водила је локални женски хор и постала је секретар читаонице коју је основао Грегорчич. Његова наклоност Милеку сматрана је разлогом његовог премештаја на пролеће 1873. године. Његово романтично искуство имало је великог утицаја на садржај песниковог писања.
Године 1873. премештен је у Випавској долини. Након тога је премештен још неколико пута пре него што се повукао 1903. године, продао кућу и уселио се у стан у Горици, где је и преминуо 24. новембра 1906.

## Рад
Као студент почео је да пише лирику која је објављивана у многим књижевним часописима (Словенски гласник, Згодња Даница, Љубљански звон). Из његовог рада је видљиво да су га инспирисали романтични песници. Углавном је писао љубавне, патриотске, животне приповетке, па чак и неке епске песме.
Његове песме, попут оде Soči, биле су патриотске природе, али је такође писао љубавне песме, као што су Kropiti te ne smem, и радио у другим песничким жанровима. Његова најважнија дела била су Človeka nikar, Ujetega ptiča tožba, Moj črni plašč, Veseli pastir, Nazaj v planinski raj, Oljki.
Његова прва колекција Prvi zvezek Poezij, 1882, била је успешна и после шест година, 1908, објавио је другу колекцију Četrti zvezek Poezij.